# Thomas Moran

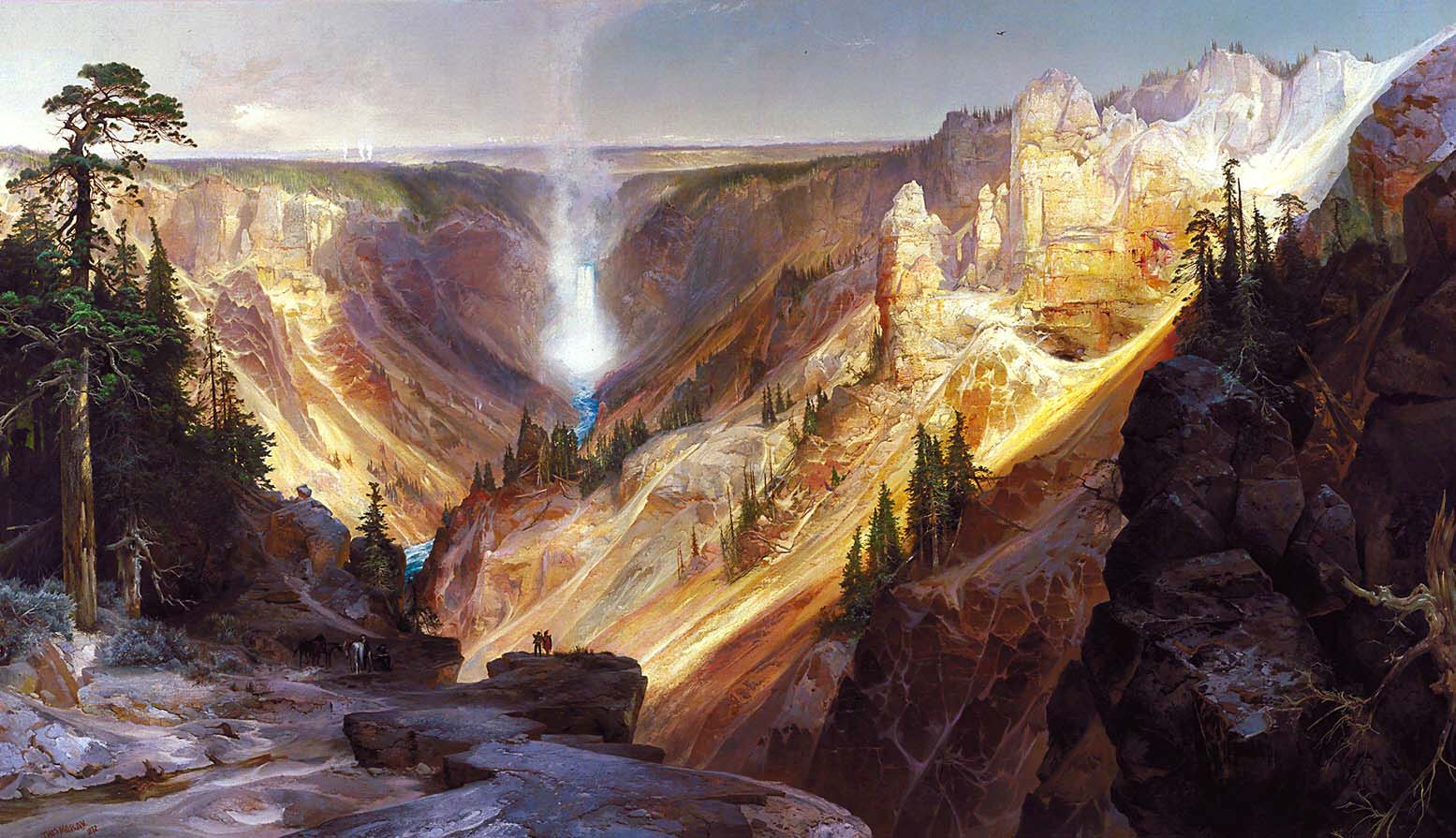
O grand canyon de Yellowstone

Thomas Moran (Bolton, 12 de fevereiro de 1837 — Santa Bárbara, 25 de agosto de 1926) foi um pintor dos Estados Unidos, nascido em Bolton, na Inglaterra.  Foi um pintor e gravador americano da Escola do Rio Hudson, em Nova York, cujo trabalho frequentemente apresentava as Montanhas Rochosas. Moran e sua família, esposa Mary Nimmo Moran e filha Ruth, moraram em Nova York, onde ele conseguiu trabalho como artista. Ele era um irmão mais novo do conhecido artista marinho Edward Moran, com quem compartilhava um estúdio. Um talentoso ilustrador e requintado colorista, Thomas Moran foi contratado como ilustrador no Scribner's Monthly. No final da década de 1860, foi nomeado ilustrador principal da revista, uma posição que o ajudou a lançar sua carreira como um dos principais pintores da paisagem americana, em particular, do Oeste americano. 
Em sua obra preferiu as grandes dimensões e uma abordagem do tema que transmitisse antes uma impressão geral do que a minúcia realista; para ele o Realismo acorrentava a imaginação, mas não deixou de dar um tratamento adequado para os detalhes, de fato às vezes solicitava o conselho de geólogos e botânicos para melhor representar a paisagem. Trabalhou nas Montanhas Rochosas, e sua pintura O Grand Canyon do Yellowstone foi usada, junto com outras e mais fotografias, como evidência no processo legal de demarcação da área como o primeiro parque nacional dos Estados Unidos.
Sua casa hoje é um patrimônio nacional dos Estados Unidos, e uma montanha no Parque Nacional de Grand Teton recebeu seu nome.

## Biografia
Thomas Moran começou sua carreira artística como aprendiz adolescente para a empresa de gravura em madeira Filadélfia Scattergood & Telfer. Moran achava o processo de gravação "tedioso". Em meados da década de 1850, ele desenhava as ilustrações da empresa para publicação, em vez de esculpi-las. Naquela época, ele encontrou livros ilustrados que incluíam exemplos do trabalho do artista britânico J. M. W. Turner, que teriam uma influência duradoura no trabalho de Moran. Ele também começou a estudar com o pintor local James Hamilton. Moran viajou para a Inglaterra em 1862 para ver o trabalho de Turner. A partir desse momento, ele imitou o uso de cor de Turner, sua escolha de paisagens e foi inspirado por suas explorações em aquarela, algo pelo qual Turner era particularmente conhecido. Durante os anos 1870 e 1880, os desenhos de Moran para ilustrações gravadas em madeira apareceram em grandes revistas e publicações para presentes. Embora ele tenha dominado vários materiais de impressão, incluindo gravura em madeira, gravura a água-forte e litografia, que ele aprendeu com seus irmãos, ele recebeu renome por suas pinturas em óleo e aquarela. O auge de sua carreira coincidiu com a popularidade da cromolitografia, que Moran costumava usar para fazer impressões a cores de suas obras, para que pudessem ser amplamente distribuídos. Ele também foi um dos líderes do avivamento gravado nos Estados Unidos e na Grã-Bretanha.

## Contribuições para Yellowstone
A visão de Thomas Moran sobre a paisagem ocidental foi fundamental para a criação do Parque Nacional de Yellowstone. Em 1871, o Dr. Ferdinand Hayden, diretor do United States Geological Survey, convidou Moran, a pedido do financista americano Jay Cooke, para se juntar a Hayden e sua equipe de expedição na região desconhecida de Yellowstone. Hayden estava prestes a embarcar em sua árdua jornada quando recebeu uma carta de Cooke apresentando a Moran como "um artista de Filadélfia de gênio raro". Financiado por Cooke (diretor da Northern Pacific Railroad) e Scribner's Monthly, uma nova revista ilustrada, Moran concordou em se juntar à equipe de pesquisa do Hayden Geological Survey de 1871 em sua exploração da região de Yellowstone. Durante quarenta dias na região selvagem, Moran documentou visualmente mais de 30 locais diferentes e produziu um diário sobre o progresso da expedição e atividades diárias. Seus esboços, juntamente com as fotografias produzidas pelo membro da pesquisa William Henry Jackson, capturaram a atenção da nação e ajudaram a inspirar o Congresso a estabelecer a região de Yellowstone como o primeiro parque nacional em 1872. As pinturas de Moran, juntamente com as fotografias de Jackson, revelaram a escala e o esplendor da região de Yellowstone mais do que descrições escritas ou orais, persuadindo o presidente Grant e o Congresso dos EUA de que Yellowstone deveria ser preservado. O impacto de Moran em Yellowstone foi ótimo, mas Yellowstone também teve influência significativa no artista. Seu primeiro reconhecimento nacional como artista, bem como seu primeiro grande sucesso financeiro resultou de sua conexão com Yellowstone. Ele até adotou uma nova assinatura: T-Y-M, Thomas "Yellowstone" Moran. Apenas um ano após sua introdução na área, Moran capturou a imaginação do público americano com sua primeira pintura enorme de uma maravilha natural do extremo oeste, o Grand Canyon de Yellowstone, que o governo comprou em 1872 por US$ 10 000.  Durante as próximas duas décadas, ele publicou seu trabalho em vários periódicos e criou centenas de grandes pinturas. Vários destes, incluindo duas versões do Grand Canyon do Yellowstone (1893-1901 e 1872) e Chasm of the Colorado (1873-74) estão agora em exibição no Smithsonian American Art Museum.[carece de fontes?]
Durante os próximos quarenta anos, Moran viajou extensivamente. Ele voltou para Yellowstone com Jackson em 1892. Eles foram convidados por Elwood Mead, o engenheiro estadual de Wyoming, em preparação para uma "Exposição de Wyoming" na Exposição Colombiana Mundial.  Milhares de turistas agora podiam visitar o parque, chegando pela Northern Pacific Railway, e Moran e Jackson puderam aproveitar as instalações turísticas, como um hotel em Mammoth Hot Springs. Moran escreveu: "Depois de um dia em Norris partimos para o Grand Canyon, onde ficamos dois dias e fizemos muitas fotos. Eu vi tanto para esboçar que eu decidi retornar lá mesmo depois de estar nas Bacias dos Geyser e no lago e passar uma semana no trabalho lá. É tão corajosa quanto sempre e eu fui completamente levada por sua magnificência. Eu acho que posso pintar uma imagem melhor do que a antiga depois de ter feito meus esboços".  Moran esboçou muitas outras imagens do Canyon nesta viagem do que ele tinha em 1871, incluindo vistas do ponto de vista chamado para ele na viagem de 1871, "Moran Point".[carece de fontes?]